# Husulu (Latchine)
Husulu est un village du raïon de Latchine en Azerbaïdjan.

## Histoire
Après l'effondrement de l'URSS, Husulu fait partie, de 1992 à 2020, de la république du Haut-Karabagh, principalement peuplée d'Arméniens. Le 1er décembre 2020, le village est transféré sous la souveraineté de l'Azerbaïdjan, comme l'ensemble du raion de Latchine, conformément à l'accord de cessez-le-feu du Haut-Karabakh qui marque la fin de la guerre de 2020 au Haut-Karabagh.

## Économie
La principale occupation de la population est l'élevage.

## Patrimoine
Le territoire d'Husulu abrite le monastère arménien de Tsitsernavank, fondé au Ve siècle, ainsi que de nombreux khatchkars.